# Алиева, Тамам Азиз кызы
Тамам Азиз кызы Алиева (азерб. Tamam Əziz qızı Əliyeva; 1903 год, Шаруро-Даралагезский уезд — 16 августа 1980 года, Ильичёвский район) — советский азербайджанский хлопковод, Герой Социалистического Труда (1948).

## Биография
Родилась в 1903 году в селе Енгиджа Шаруро-Даралагезского уезда Эриванской губернии (ныне Шарурский район Нахичеванской АР Азербайджана).
Начала трудовую деятельность звеньевой в 1938 году в колхозе «Социализм» Норашенского (позже Ильичевского) района.
В 1947 году достигла высоких показателей сборки хлопка.
Указом Президиума Верховного Совета СССР от 10 марта 1948 года за получение высоких урожаев хлопка Алиевой Тамам Азиз кызы присвоено звание Героя Социалистического Труда с вручением ордена Ленина и золотой медали «Серп и Молот».
С 1973 года на всесоюзной пенсии.
Скончалась 16 августа 1980 года в родном селе.